# Guelma
Guelma (en árabe ڨالمة) es una ciudad de Argelia. Es la capital de la provincia del mismo nombre, y está situada a unos 65 km al sur del mar Mediterráneo. La ciudad tiene un total de 120 004 habitantes.
Fundada por los fenicios, se corresponde con la antigua ciudad de Calama, ciudad y sede episcopal en Numidia, de la que fue obispo San Possidio, amigo y biógrafo de San Agustín

## Geografía

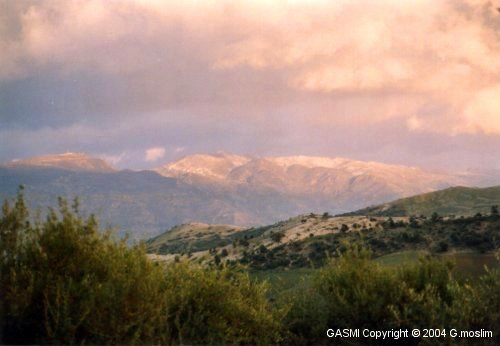
El cercano monte Maouna, cubierto de nieve.

Guelma está situada en el corazón de una importante región agrícola, a 290 m sobre el nivel del mar y rodeada de montañas (Maouna, Dbegh, Houara). La región es muy fértil gracias al río Seibús y una gran represa que proporciona un vasto sistema de riego. Ocupa una posición geográfica estratégica como cruce de caminos en el noreste de Argelia, uniendo la costa de la provincia de Annaba, El Tarf y Skikda con áreas del interior como la provincia de Constantina, Oum El Bouagui y Suq Ahras.

## Clima
Guelma tiene un clima mediterráneo cálido en verano (Mediterráneo típico (Csa), clasificación climática de Köppen. En invierno llueve más que en verano. La temperatura media anual en Guelma es de 17,2 °C. La precipitación anual es de alrededor de 557 mm.

## Turismo

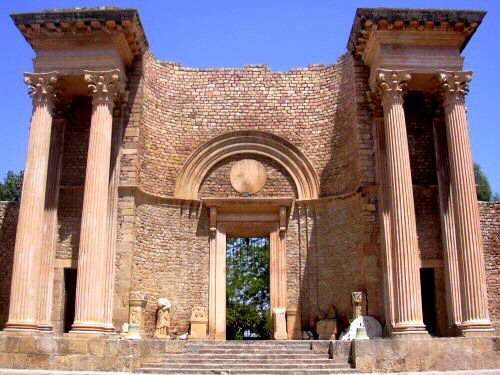
Teatro romano de Calama, Guelma.

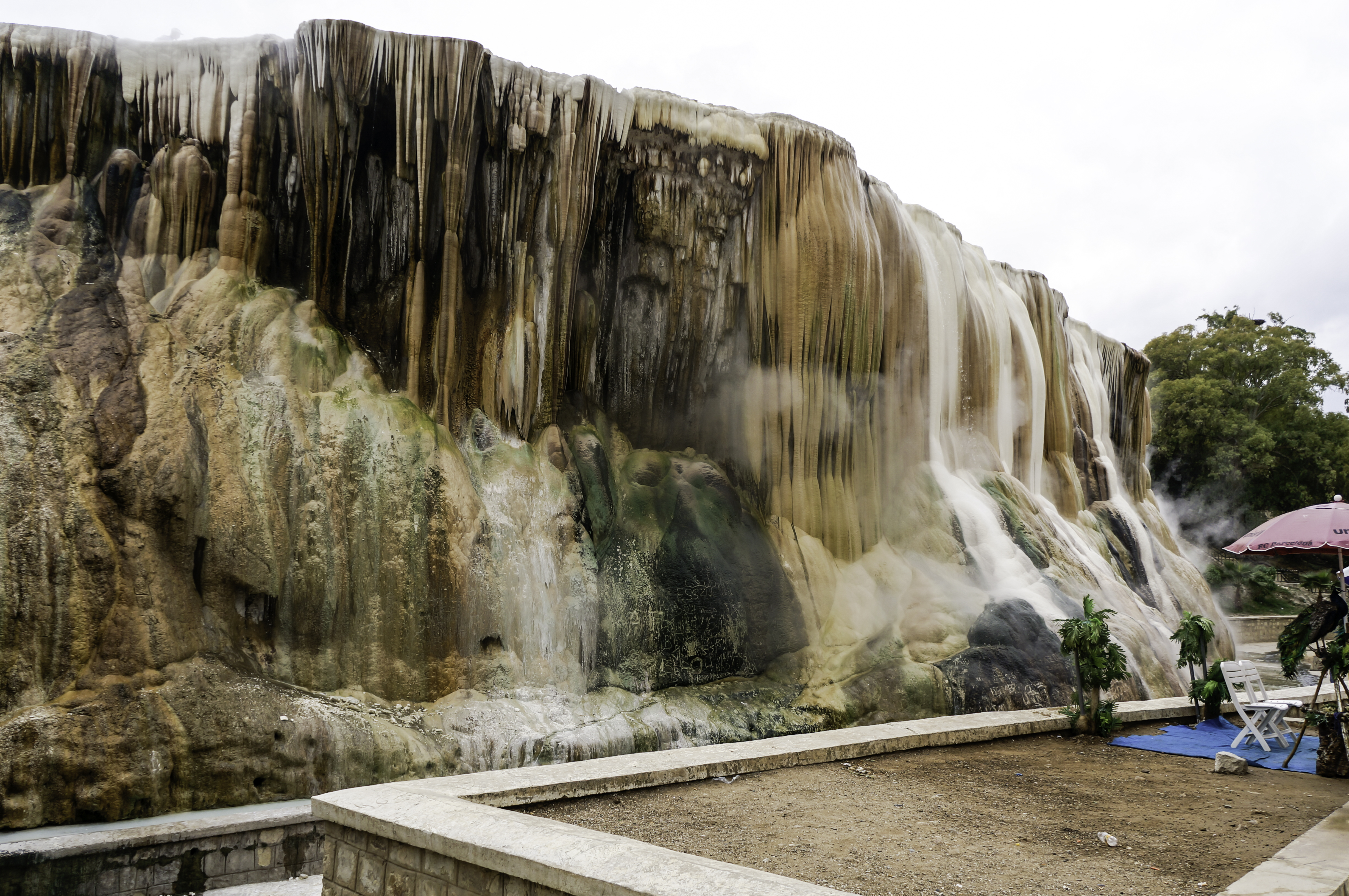
Aguas termales en Guelma.

Las atracciones turísticas cercanas incluyen la antigua ciudad de Calama y las aguas termales, Hammam Debagh (a 20 minutos de Guelma) y Hammam Ouled Ali, que contiene dos centros turísticos. Los hoteles locales incluyen: Hotel Mermoura, Hotel Tarik, Hotel Chelala (Hammam Debagh), Hotel la Couronne, el complejo turístico de El Baraka (incluye hotel A/B) y el complejo turístico de Bouchahernie.

## Industria
Entre las industrias de la ciudad destacan la fabricación de bicicletas y ciclomotores, el refinado de azúcar, la cerámica, las conservas y la molienda de sémola. Guelma también es conocida por algunas industrias tradicionales como el tejido y la alfarería.